# Len Duquemin
Leonard Stanley „Len“ Duquemin (* 17. Juli 1924 in Cobo, Guernsey; † 20. April 2003 in Buckhurst Hill) war ein englischer Fußballspieler. In der Mannschaft von Tottenham Hotspur, die unter Trainer Arthur Rowe in der Saison 1950/51 die englische Meisterschaft gewann, war der „Duke“, wie er genannt wurde, als Mittelstürmer zuverlässiger Torjäger.

## Sportlicher Werdegang
Duquemin wurde geboren auf der britischen Kanalinsel Guernsey, die sich im Verlauf des Zweiten Weltkriegs unter deutscher Besatzung vorfand. Er arbeitete während dieser Zeit als Gärtner in einem Kloster und lernte dazu fließend Französisch zu sprechen. Dass er den Weg nach England als Fußballspieler fand, war maßgeblich auf einen Fan von Tottenham Hotspur zurückzuführen. Auf dessen Empfehlung reiste Duquemin im Dezember 1945 nach London und er wurde letztlich im Monat darauf verpflichtet. Bis zum Ende der laufenden Saison 1945/46 wurde er noch auf Amateurbasis beschäftigt, bevor er nach Gastauftritten für Chelmsford City und Colchester United ab September 1946 Teil des Profikaders der „Spurs“ war. Dass Duquemin auf Anhieb ein besonderes Verhältnis zu den Anhängern von Tottenham hatte, lag auch in einem tragischen Ereignis begründet, als sein Bruder Frank im selben Monat bei einem Fährunglück ertrank, nachdem er sich auf die Reise gemacht hatte, um Len in einem Spiel der Reservemannschaft zu sehen – sein Leichnam wurde nie geborgen.
Als Mittelstürmer zeichnete sich „Reliable Len“ (deutsch: „zuverlässiger Len“), wie er später genannt wurde, durch Schnelligkeit und einer starken Physis aus, wobei er speziell in Luftduellen trotz seiner nicht außergewöhnlichen Körpergröße Stärken hatte. Er debütierte für die erste Mannschaft mit eigenem Torerfolg beim 5:1-Sieg gegen Sheffield Wednesday im August 1947 und behielt fortan seinen Stammplatz im Angriffszentrum. Zu diesem Zeitpunkt waren die Spurs unter dem damaligen Trainer Joe Hulme ein nicht übermäßig spektakulärer Zweitligist, aber als Hulme im Jahr 1949 durch Arthur Rowe ersetzt wurde, markierte dies einen Wendepunkt, von dem auch Duquemin profitierte. In der Saison 1949/50 stürmten die Spurs zur Zweitligameisterschaft und Duquemin steuerte zum Erstligaaufstieg 16 eigene Tore bei. Obwohl er weniger durch technische Finesse auffiel, sorgte die Einfachheit in seinem Spiel und die hohe Einsatzbereitschaft dafür, dass er Rowes „Push-and-Run-Taktik“ gut umzusetzen vermochte. Dazu gehörte, dass er gut in die Passstafetten eingebunden wurde (als Anspielstation mit dem Rücken zum Tor sowie als Ballverteiler nach außen) und mit häufigen Positionswechseln im Angriffszentrum beweglich blieb. An der Seite von Halbstürmern wie Eddie Baily und Les Bennett, sowie dem Kapitän Ronnie Burgess als Außenläufer, den Flügelspielern Les Medley und Sonny Walters, sowie dem Außenverteidiger und späteren englischen Nationaltrainer Alf Ramsey traf Duquemin 14 weitere Male in der Saison 1950/51, die den Spurs überraschend die englische Meisterschaft bescherte. Dazu gehörte das einzige Tor beim Sieg am vorletzten Spieltag gegen Sheffield Wednesday, das den Titelkampf im Fernduell mit Manchester United entschied.
Den Titel konnte Duquemin mit den Spurs in der 1951/52 zwar als Vizemeister nicht verteidigen, aber in der folgenden Saison 1952/53 erreichte er mit 24 Pflichtspieltreffern seine beste Ausbeute innerhalb eines Jahres. Im Jahr 1953 erreichte er dazu das Halbfinale im FA Cup, in dem Duquemin zwar ein Tor schoss, das aber gegen den FC Blackpool (1:2) nicht zum Weiterkommen reichte – bereits fünf Jahre zuvor war in identischer Konstellation Tottenham an Blackpool im Halbfinale des englischen Pokals trotz eines Tores von Duquemin gescheitert. Obwohl er Stammspieler in einem Spitzenverein war, wurde er nie für die englische Nationalmannschaft berücksichtigt. Dies lag an hochkarätigen Konkurrenten wie Tommy Lawton, Stan Mortensen und Nat Lofthouse. Im Verein konnte er sich hingegen dem Wettbewerb lang erwehren, wozu beispielsweise der hochgehandelte Neuzugang Dave Dunmore gehörte. Erst 1956, als er bereits über 30 Jahre alt war, fand der Verein mit dem späteren Nationalstürmer Bobby Smith einen dauerhaften Nachfolger auf der Mittelstürmerposition. Die Spurs waren mittlerweile in untere Tabellenregionen abgerutscht und Duquemin als einer der letzten Vertreter der Meistermannschaft absolvierte im März 1957 sein letztes Pflichtspiel. Er blieb noch bis 1958 bei dem Klub, bevor er im Amateurbereich bei Bedford Town, Hastings United und dem FC Romford die aktive Karriere ausklingen ließ.
Später betrieb er im Northumberland Park, unweit des Stadions White Hart Lane, einen Kiosk. Anschließend arbeitete er als Wirt bis zu seiner Pensionierung in der Gaststätte Haunch of Venison in Cheshunt. Duquemin verstarb nach kurzer Krankheit im Alter von 78 Jahren im April 2003.

## Titel/Auszeichnungen
- Englischer Meister: 1951
- FA Charity Shield: 1951